# Niels Frithiof Truelsen
Niels Frithiof Truelsen (født 23. juni 1938 i Herning) er en dansk arkitekt.

## Værker
Liste over væsentlige værker:
- Sejs-Svejbæk Kirke
- Silkeborg Kunstmuseum
- Færøernes Kunstmuseum (med Jákup Pauli Gregoriussen)
- Tønder Vandtårn (ombygningen)
- Faaborg Museum (restaurering og udbygning)

- Niels Frithiof Truelsen på Kunstindeks Danmark/Weilbachs Kunstnerleksikon